# 次世代トランジットサーベイ
次世代トランジットサーベイ（英語: Next-Generation Transit Survey, NGTS）とは、地上でロボットによる太陽系外惑星を発見するためのプロジェクトである。この施設は、チリ北部のアタカマ砂漠のパラナル天文台にあり、ESOの超大型望遠鏡から2㎞、VISTA望遠鏡から0.5km離れている。事業は2015年に開始した。掃天観測はチリ、ドイツ、スイス、イギリスの7つの大学や他の学術機関のコンソーシアムによって行われている。プロトタイプは2009年と2010年にラパルマで、2012年から2014年までジュネーブ天文台でテストされた。
NGTSの目的は、視等級が13までの比較的明るく、近い距離に位置する恒星の周囲を公転しているスーパー・アースと海王星型惑星を発見することである。惑星が恒星の前を通過するとき恒星が減光する現象をとらえるトランジット法が使用される。NGTSは、配列された市販の0.2m望遠鏡で構成されており、それぞれ600〜900nmの可視および近赤外線で動作するCCDカメラが装備されている。96平方度（1つの望遠鏡当たり8度程度）の視野で、全天の約0.23％をカバーする。NGTSはスーパーWASPで得られた経験に基づいて構築されており、非常に小さな視野でありながら、より精度の高い検出器、より洗練されたソフトウェア、より大きな光学系を使用している。当初のケプラー宇宙望遠鏡の領域である115平方度と比較すると、4年間で毎年4つの異なる領域を観測する予定のため、NGTSでカバーされる空の面積は16倍となる。これは、ケプラーのK2ミッションに匹敵する。
NGTSは、TESS、ガイア計画、PLATO等の宇宙で観測を行う望遠鏡で検出された太陽系外惑星候補の地上から行う測光フォローアップ観測に適している。次に、HARPS、ESPRESSO、VLT-SPHERE等のより大きな機器がNGTSの発見を詳細に特徴付けて追跡し、ドップラー分光法を使用して質量や密度を測定し、惑星の分類が決定する。この詳細な観測により、地球サイズの惑星と巨大ガス惑星の間の間隔を埋めることが可能である。他の地上からの観測プロジェクトでは唯一木星サイズの系外惑星を検出することが可能で、ケプラーが発見した地球サイズの惑星が遠すぎることが多いが、NGTSは広い視野により明るい恒星の周囲に存在するより巨大な惑星を多数検出することが可能である。

## ミッション
スーパーWASPやHATネット等の太陽系外惑星の地上観測では主に土星や木星サイズの巨大ガス惑星が多く発見された。COROTやケプラー等の宇宙観測ではスーパー・アース及び海王星サイズの太陽系外惑星を含むより小さな惑星も発見された。宇宙での観測は地上での観測よりも高精度の恒星の明るさの測定が可能であるが、空の探索領域は比較的狭い。残念ながら、殆どの小さな惑星候補はドップラー分光法で確認することができない。従って、それらの小さな惑星候補の質量は未知であるか、制約が不十分なため、組成を推定することが不可能である。
NGTSは、宇宙観測でカバーされる領域よりもかなり広い領域でスペクトル分類がKとMの小さく温度が低い明るい恒星の周囲を公転するスーパー・アースから海王星サイズの惑星に焦点を当てることにより、超大型望遠鏡VLT、ジェイムズ・ウェッブ宇宙望遠鏡（JWST）、欧州超大型望遠鏡（E-ELT）等の望遠鏡による詳細な調査のための主要なプロジェクトになることを目的としている。大きな恒星の周囲を公転する小さな惑星よりも、大気組成、惑星の構造、進化の点で、より簡単に特徴づけることができる。
大型望遠鏡による追加観測では、NGTSによって発見された太陽系外惑星の大気組成を調査する強力な手段が利用できるようになる。例えば、2番目の日食の際、恒星が惑星を覆い隠すとき、トランジット中とトランジット外の流動を比較することによって惑星の熱放射を示す差分スペクトルを計算することができる。惑星の大気の透過スペクトルの計算は、惑星のトランジット中に発生する恒星のスペクトルの小さなスペクトル変化を測定によって得ることが可能である。この手法は非常に高いSN比を必要とし、これまでのところHD 189733 bやGJ 1214 b等の比較的近くの明るい恒星の周囲を公転する少数の惑星にのみ適用されている。NGTSは、このような手法を使用して分析可能な領域の惑星の数を大幅に増やすことを目的としている。予想されるNGTSのシミュレーションにより、VLTによる詳細な分光分析に適した約231の海王星サイズの惑星と39のスーパー・アースサイズの惑星を発見できる可能性が明らかになった。

## 設備

### 開発
NGTSの科学的目標には、13等級で1mmagの精度で惑星の通過を検出することが必要となる。地上では、このレベルの精度では狭視野観測で可能であったが、広視野調査では前例がなかった。この目標を達成するために、NGTS機器の設計者は、WASPプロジェクトからの広範なハードウェアとソフトウェアを利用し、プロトタイプを2009年と2010年にラパルマで、2012年から2014年までジュネーブ天文台で多くの改良を経て開発された。

### 望遠鏡の配列
NGTSは独立した赤道マウントに12基の20cmのf/2.8望遠鏡を採用し、オレンジ色から近赤外の波長（600–900nm）で動作する。チリのヨーロッパ南天天文台のパラナル天文台にあり、水蒸気量が少なく、測光条件が優れていることで知られている。

### 連携されている調査
NGTSプロジェクトは、ESOの超大型望遠鏡と密接に連携している。フォローアップ観測に利用できるESOには、ラシーラ天文台にある高精度のHARPSが存在する。ESPRESSOは、VLTでの視線速度測定用である。SPHEREは、太陽系外惑星を直接撮影するVLTのコロナグラフ及び補償光学システムの施設である。VLTと計画されているE-ELTで大気の特性評価を行う。

## パートナーシップ
NGTSはパラナル天文台にあるが、実際にはESOによって運営されているわけではなく、チリ、ドイツ、スイス、イギリスの7つの学術機関のコンソーシアムによって運営されている。
- DLR、Institute for Planetary Research
- ジュネーブ天文台
- クイーンズ大学ベルファスト
- ケンブリッジ大学
- チリ大学
- レスター大学
- ウォーリック大学

## 経過
2017年10月31日に、公転周期が2.65日のNGTS-1の周囲を公転する木星サイズの太陽系外惑星であるNGTS-1bが発見された。主星は太陽の質量と半径の約半分であるM型矮星である。ウォリック大学のDaniel Bayliss及びNGTS-1bの発見を説明した研究者は「NGTS-1bの発見は私たちにとって驚きでした。そのような巨大な惑星はそのような小さな星の周りに存在するとは考えられていませんでした。これらのタイプの惑星が銀河系でどれほど一般的であるかを知るために、そして新しい次世代トランジット調査施設で、私たちはまさにそれを行うのに十分な場所にいます。」と述べた。
2018年9月3日、公転周期が1.34日の13等級のK型矮星の周囲を公転する、海王星サイズよりも小さい惑星NGTS-4bが発見された。NGTS-4bは、質量が20.6±3.0M⊕、半径が3.18±0.26R⊕で、ネプチュニアン砂漠に位置しており、惑星の平均密度は3.45±0.95g/cm3）である。

## 発見した惑星の一覧
- 2025年2月27日現在、NGTSによって30個の惑星が発見されている。
- 褐色矮星またはその可能性が高いもの（木星質量の13倍を目安とする）は記載していない（発見した褐色惑星の一覧に記載）。
- 次の一覧は、太陽系外惑星エンサイクロペディアのデータ[14]、NASA Exoplanet Archiveに基づく。それ以外の情報を使用する場合はその情報源を出典欄に示す。
- 「#」がついた恒星（NGTS-22）は以前から惑星が発見されていた恒星で、NGTSの観測によってパラメーターが更新され、NGTS-XX（惑星はNGTS-XXb）の名称が与えられている恒星である。NGTSによる名称が与えられる前から発見されていた惑星のため、冒頭のグラフや説明文の数値にはカウントしていない。

### 惑星発見数の推移
左は各年の新規発見数、右は累計発見数の推移である。

### 一覧
|  | 惑星の種類                         |
|  | ---------------------------------- |
|  | 周連星惑星                         |
|  | 連星系の中の恒星を公転している惑星 |

| 主星     | 距離 （pc） | 惑星 | 質量   | 質量   | 半径   | 半径   | 公転周期 （日） | 軌道長半径 （au） | 離心率 | 傾斜角 （°） | 平衡温度 | 発見年 | 出典          |
| 主星     | 距離 （pc） | 惑星 | （MJ） | （M⊕） | （RJ） | （R⊕） | 公転周期 （日） | 軌道長半径 （au） | 離心率 | 傾斜角 （°） | 平衡温度 | 発見年 | 出典          |
| -------- | ----------- | ---- | ------ | ------ | ------ | ------ | --------------- | ----------------- | ------ | ------------ | -------- | ------ | ------------- |
| NGTS-1   | 218.121     | b    | 0.812  | 258    | 1.33   | 14.9   | 2.647298        | 0.0326            | 0.016  | 85.27        | 790      | 2017   | [ 15 ]        |
| NGTS-2   | 356.391     | b    | 0.74   | 235    | 1.595  | 17.88  | 4.511164        | 0.0630            | 0      | 88.5         | 1468     | 2018   | [ 16 ]        |
| NGTS-3A  | 743.972     | b    | 2.38   | 756    | 1.48   | 16.6   | 1.6753728       | 0.023             |        | 89.56        |          | 2018   | [ 17 ]        |
| NGTS-4   | 280.555     | b    | 0.0648 | 20.6   | 0.284  | 3.18   | 1.3373508       | 0.019             | 0      | 82.5         | 1650     | 2018   | [ 18 ]        |
| NGTS-5A  | 306.779     | b    | 0.229  | 72.8   | 1.136  | 12.73  | 3.3569866       | 0.0382            | 0      | 86.6         | 952      | 2019   | [ 19 ]        |
| NGTS-6A  | 308.262     | b    | 1.339  | 425.6  | 1.326  | 14.86  | 0.8820590       | 0.01677           | 0      | 78.231       | 1283.90  | 2019   | [ 20 ]        |
| NGTS-8   | 428.976     | b    | 0.93   | 296    | 1.09   | 12.2   | 2.49970         | 0.035             | 0.010  | 86.9         | 1345     | 2019   | [ 21 ]        |
| NGTS-9   | 609.128     | b    | 2.90   | 922    | 1.07   | 12.0   | 4.43527         | 0.058             | 0.0600 | 84.1         | 1448     | 2019   | [ 21 ]        |
| NGTS-10A |             | b    | 2.162  | 687.1  | 1.205  | 13.51  | 0.7668944       | 0.0143            | 0      |              | 1332     | 2019   | [ 22 ]        |
| NGTS-11  | 190.422     | b    | 0.344  | 109    | 0.817  | 9.16   | 35.45533        | 0.2010            | 0.13   | 89.16        | 435      | 2020   | [ 23 ]        |
| NGTS-11  | 190.422     | c    |        |        | 0.419  | 4.7    | 12.77           |                   |        |              |          | 2022   | [ 24 ]        |
| NGTS-12  | 446.442     | b    | 0.208  | 66.1   | 1.048  | 11.75  | 7.532806        | 0.0757            | 0      | 88.90        | 1257     | 2020   | [ 25 ]        |
| NGTS-13  | 647.595     | b    | 4.84   | 1538   | 1.142  | 12.80  | 4.119027        | 0.0549            | 0.086  | 88.7         | 1605     | 2021   | [ 26 ]        |
| NGTS-14A | 322.148     | b    | 0.0920 | 29.2   | 0.444  | 4.98   | 3.5357173       | 0.0403            | 0      | 86.7         | 1143     | 2021   | [ 27 ]        |
| NGTS-15  | 786.485     | b    | 0.751  | 239    | 1.10   | 12.3   | 3.27623         | 0.0441            | 0      |              | 1146     | 2021   | [ 28 ]        |
| NGTS-16  | 898.168     | b    | 0.667  | 212    | 1.30   | 14.6   | 4.84532         | 0.0523            | 0      |              | 1177     | 2021   | [ 28 ]        |
| NGTS-17  | 1040.28     | b    | 0.764  | 243    | 1.24   | 13.9   | 3.24253         | 0.0391            | 0      |              | 1457     | 2021   | [ 28 ]        |
| NGTS-18  | 1096.19     | b    | 0.409  | 130    | 1.21   | 13.6   | 3.05125         | 0.0448            | 0      |              | 1381     | 2021   | [ 28 ]        |
| NGTS-20  | 382.898     | b    | 2.98   | 947    | 1.07   | 12.0   | 54.18915        | 0.313             | 0.432  | 88.4         | 688      | 2022   | [ 29 ]        |
| NGTS-21  | 592.891     | b    | 2.36   | 750    | 1.33   | 14.9   | 1.5433897       | 0.0236            | 0      | 83.85        | 1357     | 2022   | [ 30 ]        |
| NGTS-22# | 748.585     | b    | 0.753  | 239    | 1.015  | 11.38  | 2.5441765       | 0.0370            | 0      | 83.67        | 1429     | 2018   | [ 31 ] [ 32 ] |
| NGTS-23  | 1074.95     | b    | 0.613  | 195    | 1.267  | 14.20  | 4.0764326       | 0.0504            | 0      | 89.12        | 1327     | 2022   | [ 31 ]        |
| NGTS-24  | 683.062     | b    | 0.520  | 165    | 1.214  | 13.61  | 3.4678796       | 0.0479            | 0      | 82.61        | 1499     | 2022   | [ 31 ]        |
| NGTS-25  | 521.233     | b    | 0.639  | 203    | 1.023  | 11.47  | 2.8230930       | 0.0388            | 0      | 89.34        | 1101     | 2022   | [ 31 ]        |
| NGTS-26  | 1093.69     | b    | 0.292  | 92.8   | 1.328  | 14.89  | 4.5199279       | 0.0490            | 0      | 86.43        | 1331     | 2024   | [ 33 ]        |
| NGTS-27  | 942.122     | b    | 0.593  | 188    | 1.396  | 15.65  | 3.3704181       | 0.0446            | 0      | 86.2         | 1783     | 2024   | [ 33 ]        |
| NGTS-29  | 148.987     | b    | 0.393  | 125    | 0.857  | 9.61   | 69.33684        | 0.347             | 0.17   |              | 414      | 2024   | [ 34 ]        |
| NGTS-30  | 238.377     | b    | 0.9600 | 305.1  | 0.928  | 10.4   | 98.29838        | 0.408             | 0.294  | 89.483       | 500      | 2024   | [ 35 ]        |
| NGTS-31  | 852         | b    | 1.12   | 356    | 1.61   | 18.0   | 4.162734        | 0.064             | 0      | 85.6         | 1410     | 2024   | [ 36 ]        |
| NGTS-32  | 846         | b    | 0.57   | 181    | 1.42   | 15.9   | 3.31211         | 0.044             | 0      | 86.9         | 1750     | 2024   | [ 36 ]        |
| NGTS-33  | 438.5       | b    | 3.63   | 1154   | 1.64   | 18.4   | 2.827972        | 0.048             | 0.0    | 83.94        | 1991     | 2024   | [ 37 ]        |

## 発見した褐色惑星の一覧
NGTSによる観測で褐色矮星が3個発見されている（2024年11月22日時点）。
| 主星     | 距離 （pc） | 惑星 | 質量 （MJ） | 半径 （RJ） | 公転周期 （日） | 軌道長半径 （au） | 離心率 | 傾斜角 （°） | 平衡温度 | 発見年 | 出典   |         |        |   |      |      |       |        |   |          |  |      |        |
| -------- | ----------- | ---- | ----------- | ----------- | --------------- | ----------------- | ------ | ------------ | -------- | ------ | ------ | ------- | ------ | - | ---- | ---- | ----- | ------ | - | -------- |  | ---- | ------ |
| 主星     | 距離 （pc） | 惑星 | 質量 （MJ） | 半径 （RJ） | 公転周期 （日） | 軌道長半径 （au） | 離心率 | 傾斜角 （°） | 平衡温度 | 発見年 | 出典   | NGTS-7A | 152.67 | b | 75.5 | 1.38 | 0.675 | 0.0139 | 0 | 88.43520 |  | 2019 | [ 38 ] |
| NGTS-19  | 371         | b    | 69.5        | 1.034       | 17.839654       | 0.1296            | 0.3767 | 88.72        | 543      | 2021   | [ 39 ] |         |        |   |      |      |       |        |   |          |  |      |        |
| NGTS-28A | 123.25      | b    | 69.0125     | 0.9534      | 1.2541          | 0.0202            | 0.0404 | 85.3628      | 863.2442 | 2024   | [ 40 ] |         |        |   |      |      |       |        |   |          |  |      |        |